# Happyish
Happyish – amerykański serial telewizyjny (komedio-dramat, czarna komedia, satyra) wyprodukowany przez In Cahoots oraz Showtime Networks. Twórcą serialu jest Shalom Auslander. Happyish jest emitowany od 26 kwietnia 2015 roku przez Showtime.

W Polsce serial jest dostępny od 1 lipca 2015 roku w usłudze VOD nSeriale.

25 lipca 2015 roku stacja Showtime ogłosiła anulowanie serialu po pierwszym sezonie.

## Fabuła
Serial opowiada o Thom'ym Payne, którego życie zmienia się bezpowrotnie kiedy jego nowym szefem zostaje 25-letni człowiek sukcesu.

## Obsada
- Steve Coogan jako Thom Payne[4]
- Bradley Whitford jako Jonathan Cooke[5]
- Kathryn Hahn jako Lee Payne[6]
- Carrie Preston jako Debbie[7]
- Ellen Barkin jako Dani Kirschenbloom[8]
- Nils Lawton jako Gottfrid
- Tobias Segal jako Gustaf
- Sawyer Shipman jako Julius Payne
- Hannah Hodson jako Lorna
- Sean Kleier jako Mikal
- Lauren Culpepper jako Tracey
- Molly Price jako Bella
- Andre Royo jako Barry
- Kevin Kilner jako David
- Dorothea Swiac

## Odcinki
| Sezon | Sezon | Odcinki | Oryginalna emisja | Oryginalna emisja | Oryginalna emisja | Oryginalna emisja | Oryginalna emisja |
| Sezon | Sezon | Odcinki | Premiera sezonu   | Finał sezonu      | Premiera sezonu   | Finał sezonu      |                   |
| ----- | ----- | ------- | ----------------- | ----------------- | ----------------- | ----------------- | ----------------- |
|       | 1     | 10      | 26 kwietnia 2015  | 28 czerwca 2015   | 1 lipca 2015      | 2 września 2015   |                   |

### Sezon 1 (2015)
| #  | Tytuł                                                                          | Reżyseria       | Scenariusz       | Premiera Showtime | Premiera nSeriale |
| -- | ------------------------------------------------------------------------------ | --------------- | ---------------- | ----------------- | ----------------- |
| 1  | Starring Samuel Beckett, Albert Camus and Alois Alzheimer                      | Ken Kwapis      | Shalom Auslander | 26 kwietnia 2015  | 1 lipca 2015      |
| 2  | Starring Marc Chagall, Abuela and Adolf Hitler                                 | Ken Kwapis      | Shalom Auslander | 3 maja 2015       | 8 lipca 2015      |
| 3  | Starring Vladimir Nabokov, Hippocrates and God                                 | Ken Kwapis      | Shalom Auslander | 10 maja 2015      | 15 lipca 2015     |
| 4  | Starring Sigmund Freud, Charles Bukowski and Seven Billion Assholes            | Gail Mancuso    | Shalom Auslander | 17 maja 2015      | 22 lipca 2015     |
| 5  | Starring Josey Wales, Jesus Christ and The New York Times                      | Gail Mancuso    | Shalom Auslander | 24 maja 2015      | 29 lipca 2015     |
| 6  | Starring Helen Keller, Moses and Lenny Bruce                                   | Ken Whittingham | Shalom Auslander | 31 maja 2015      | 5 sierpnia 2015   |
| 7  | Starring David Ogilvy, Anton Chekhov and Gluten Enteropathy                    | Andrew McCarthy | Shalom Auslander | 7 czerwca 2015    | 12 sierpnia 2015  |
| 8  | Starring Rene Descartes, Victor Frankenstein and HRH The Princess of Arendelle | Ken Whittingham | Shalom Auslander | 14 czerwca 2015   | 19 sierpnia 2015  |
| 9  | Starring Bill Hicks, Joseph McCarthy and Alfred Bernhard Nobel                 | Jesse Peretz    | Shalom Auslander | 21 czerwca 2015   | 26 sierpnia 2015  |
| 10 | Starring Christopher Hitchens, Philip Larkin and Josef Stalin                  | Ken Kwapis      | Shalom Auslander | 28 czerwca 2015   | 2 września 2015   |

## Produkcja
Pierwotnie serial nosił tytuł Trending Down. 16 stycznia 2014 roku stacja Showtime zamówiła pierwszy sezon serialu. Podczas TCA Press Tour, 16 stycznia 2014 roku, stacja Showtime oficjalnie potwierdziła zamówienie 10 odcinków serialu dramatycznego The Affair.